# Lélex (rei da Lacônia)
Lélex, na mitologia grega, foi um rei da Lacônia.
Pela tradição dos lacedemônios na época de Pausânias (século II d.C.), Lélex era autóctone, e foi o primeiro rei da Lacônia. Ele teve dois filhos, o mais velho, Miles, seu sucessor, e o segundo, Policaão, que ocupou a Messênia.
Segundo Pseudo-Apolodoro, Lélex era autóctone, casou-se com uma náiade, Cleocária, com quem teve o filho Eurotas.
Esparta era sua bisneta ou neta.
Segundo Newton, Lélex veio do Egito em cerca de 1 125 a.C., chegou à Lacônia na época de Eli e foi sucedido por seus filhos Miles, Eurotas, Clesão e Policaão nos dias de Samuel.